# Tetragnatha cephalothoracis
Tetragnatha cephalothoracis là một loài nhện trong họ Tetragnathidae.
Loài này thuộc chi Tetragnatha. Tetragnatha cephalothoracis được Embrik Strand miêu tả năm 1906.